# Via dell'amore (Rondò Veneziano)
Via dell'amore è un album compilation dei Rondò Veneziano pubblicato nel 1997 dalla BMG Music.

## Tracce
1. Magico Incontro – 3:01
2. Preludio all'amore – 2:58
3. Calli segrete – 3:28
4. Chiaro di luna (Part I) – 4:29
5. Casanova – 3:08
6. Seduzione – 2:33
7. Il Piacere – 3:05
8. Notte amalfitana – 4:50
9. Tramonto d'autunno – 3:45
10. Notturno Veneziano – 2:30
11. Estasi veneziana – 3:05
12. Così fan tutte – 4:08
13. Oboe d'amore – 2:38
14. Don Giovanni – 7:24
15. Rosso Veneziano – 3:05
16. Ultimo Incontro – 3:09
17. Sonata (K545) – 2:23
18. Sinfonia per un addio – 4:16